# Vincze Gábor (történész)
Vincze Gábor Tibor (Békés, 1962. január 21.) történész, a hódmezővásárhelyi Emlékpont főmunkatársa.

## Pályája
1991-ben diplomázott a József Attila Tudományegyetem történelem szakán, 2005-ig az egyetem Társadalomelméleti és Kortörténeti Gyűjteményének külsős kisebbségtörténeti szakreferense volt. Az 1995–96-os tanévben a kolozsvári Babeş–Bolyai Tudományegyetem vendégtanáraként speciális kurzust vezetett a romániai magyar kisebbség 1919–1989 közti történelméről, majd 2000 és 2003 között ugyanitt kisebbségtörténeti előadás-sorozatot tartott. 2006 augusztusától a hódmezővásárhelyi Emlékpont muzeológus-történésze. 2010 márciusától egy évig a Nagy Magyarország történelmi magazin főszerkesztője. Nős, két gyermek édesapja.
Kutatási területe szerteágazó, közel két évtizedig foglalkozott az erdélyi magyarság és a moldvai csángók 20. századi történetével, Bukarest magyarságpolitikájával, az 1945 utáni magyar–román párt- és államközi kapcsolatokkal. Később a református egyház 1945 utáni korszakának egyes aspektusait kutatta, az utóbbi időben az 1918-as összeomlással, illetve annak előzményeivel, valamint a szegedi népbíróság 1945 utáni tevékenységével és az 1948-61 közötti agrárpolitikával foglalkozott. Önállóan vagy szerzőtársakkal, magyarul, románul, illetve angolul 15 könyve és mintegy 130 publikációja jelent meg.

## Köteteiből
- A romániai magyar kisebbség történeti kronológiája, 1944-1953; Teleki László Alapítvány–JATE, Bp.-Szeged, 1994 (Kisebbségi adattár)
- Illúziók és csalódások. Fejezetek a romániai magyarság második világháború utáni történetéből; Státus, Csíkszereda, 1999
- Magyar vagyon román kézen. Dokumentumok a romániai magyar vállalatok, pénzintézetek második világháború utáni helyzetéről és a magyar-román vagyonjogi vitáról; Pro-Print, Csíkszereda, 2000 (Múltunk könyvek)
- Történeti kényszerpályák. Kisebbségi reálpolitikák II. Dokumentumok a romániai magyar kisebbség történetének tanulmányozásához (1944-1989). Pro-Print, Csíkszereda, 2003. (A kötetet kolozsvári bemutatóján Kiss András és Nagy Mihály Zoltán méltatta.[2])
- Gúzsba kötött kisebbség. Magyarok a 20. századi Romániában; Partium, Nagyvárad, 2009
- A historical chronology of the Hungarian minority in Romania. 1944-1989 (A romániai magyar kisebbség történeti kronológiája); angolra ford. Prohászka Rád Boróka; Partium, Oradea, 2009